# Aljaž Krefl
Aljaž Krefl (20 febbraio 1994) è un calciatore sloveno, centrocampista del Celje.

## Carriera

### Club
Ha giocato nella prima divisione dei campionati sloveno e serbo.

### Nazionale
Ha giocato nelle nazionali giovanili slovene Under-18 ed Under-21.

## Palmarès

### Club

#### Competizioni nazionali
- Coppa di Slovenia: 1

Olimpia Lubiana: 2022-2023
- Campionato sloveno: 2

Olimpia Lubiana: 2022-2023
Celje: 2023-2024